# Resolución 109 del Consejo de Seguridad de las Naciones Unidas
La resolución 109 del Consejo de Seguridad de las Naciones Unidas fue aprobada el 14 de diciembre de 1955, tras haber examinado la petición de membresía por parte de Albania, Jordania, Irlanda, Portugal, Hungría, Italia, Austria, Rumanía, Bulgaria, Finlandia, Ceylán, Nepal, Libia, Camboya, Laos y España para poder ser miembros de las Naciones Unidas. En esta resolución, el Consejo recomendó a la Asamblea General la aceptación de todos los países mencionados como miembros.
Esta votación se adoptó por ocho votos a favor y con la abstención en la votación por parte de Bélgica, China y los Estados Unidos.